# Mazangé
Mazangé település Franciaországban, Loir-et-Cher megyében. Lakosainak száma 816 fő (2022. január 1.). Mazangé Azé, Épuisay, Fortan, Lunay, Savigny-sur-Braye, Thoré-la-Rochette és Villiers-sur-Loir községekkel határos.

## Népesség
A település népességének változása:
| Lakosok száma | 715  | 695  | 758  | 910  | 910  | 894  | 855  | 833  | 819  | 816  |
|               | 1968 | 1982 | 1990 | 2006 | 2013 | 2015 | 2017 | 2019 | 2020 | 2022 |